# Diocesi di Kerema
La diocesi di Kerema (in latino Dioecesis Keremana) è una sede della Chiesa cattolica in Papua Nuova Guinea suffraganea dell'arcidiocesi di Port Moresby. Nel 2021 contava 22.800 battezzati su 159.000 abitanti. È retta dal vescovo Pedro Baquero, S.D.B.

## Territorio
La diocesi comprende la provincia del Golfo nell'isola di Nuova Guinea.
Sede vescovile è la città di Kerema, dove si trova la cattedrale dello Spirito Santo.
Il territorio è suddiviso in 11 parrocchie.

## Storia
La diocesi è stata eretta il 16 gennaio 1971 con la bolla Quod sit studium di papa Paolo VI, ricavandone il territorio dalle diocesi di Bereina e di Mendi.

## Cronotassi dei vescovi
Si omettono i periodi di sede vacante non superiori ai 2 anni o non storicamente accertati.
- Virgil Patrick Copas, M.S.C. † (24 maggio 1976 - 6 dicembre 1988 dimesso)
- Paul John Marx, M.S.C. † (6 dicembre 1988 succeduto - 13 marzo 2010 dimesso)
- Patrick Tawal, M.S.C. † (13 marzo 2010 succeduto - 29 aprile 2013 deceduto)
  - Sede vacante (2013-2017)
- Pedro Baquero, S.D.B., dal 20 gennaio 2017

## Statistiche
La diocesi nel 2021 su una popolazione di 159.000 persone contava 22.800 battezzati, corrispondenti al 14,3% del totale.
| anno | popolazione | popolazione | popolazione | presbiteri | presbiteri | presbiteri | presbiteri                | diaconi | religiosi | religiosi | parrocchie |
| anno | battezzati  | totale      | %           | numero     | secolari   | regolari   | battezzati per presbitero | diaconi | uomini    | donne     | parrocchie |
| ---- | ----------- | ----------- | ----------- | ---------- | ---------- | ---------- | ------------------------- | ------- | --------- | --------- | ---------- |
| 1980 | 6.848       | 73.600      | 9,3         | 10         | 5          | 5          | 684                       |         | 10        | 13        | 14         |
| 1990 | 11.017      | 75.000      | 14,7        | 11         | 2          | 9          | 1.001                     | 2       | 22        | 16        | 10         |
| 1999 | 15.661      | 76.000      | 20,6        | 14         | 5          | 9          | 1.118                     |         | 13        | 17        | 10         |
| 2000 | 17.032      | 76.000      | 22,4        | 11         | 5          | 6          | 1.548                     |         | 10        | 17        | 10         |
| 2001 | 18.002      | 76.000      | 23,7        | 13         | 5          | 8          | 1.384                     |         | 11        | 17        | 10         |
| 2002 | 20.500      | 105.000     | 19,5        | 12         | 5          | 7          | 1.708                     |         | 12        | 19        | 10         |
| 2003 | 21.555      | 106.800     | 20,2        | 12         | 5          | 7          | 1.796                     |         | 9         | 16        | 10         |
| 2004 | 22.130      | 106.800     | 20,7        | 13         | 7          | 6          | 1.702                     |         | 9         | 15        | 11         |
| 2006 | 22.794      | 106.800     | 21,3        | 12         | 5          | 7          | 1.899                     |         | 11        | 16        | 11         |
| 2011 | 25.200      | 128.300     | 19,6        | 12         | 7          | 5          | 2.100                     |         | 12        | 14        | 10         |
| 2016 | 26.700      | 163.000     | 16,4        | 11         | 6          | 5          | 2.427                     |         | 10        | 14        | 11         |
| 2019 | 22.000      | 161.300     | 13,6        | 14         | 6          | 8          | 1.571                     |         | 14        | 19        | 11         |
| 2021 | 22.800      | 159.000     | 14,3        | 13         | 7          | 6          | 1.753                     |         | 9         | 17        | 11         |